# 20879 Чен'юсюань
20879 Чен'юсюань (20879 Chengyuhsuan) — астероїд головного поясу, відкритий 3 листопада 2000 року.
Тіссеранів параметр щодо Юпітера — 3,580.